# ماريو بيريتا
ماريو بيريتا (بالإيطالية: Mario Beretta)‏ (30 أكتوبر 1959 بميلانو في إيطاليا - ) هو مدرب كرة قدم ولاعب كرة قدم إيطالي في مركز الدفاع. لعب مع برو سيستو 1913.

## روابط خارجية
- ماريو بيريتا على موقع قاعدة بيانات كرة القدم.إي يو (الإنجليزية)
- ماريو بيريتا على موقع عالم كرة القدم.نت (الإنجليزية)